# Turó de Collderes
El Turó de Collderes és una muntanya de 361 metres que es troba entre els municipis de Sant Pere de Riudebitlles a l'Alt Penedès i de Cabrera d'Anoia a l'Anoia.